# Municipio de German (Kansas)
El municipio de German (en inglés: German Township) es un municipio ubicado en el condado de Smith en el estado estadounidense de Kansas. En el año 2010 tenía una población de 30 habitantes y una densidad poblacional de 0,33 personas por km².

## Geografía
El municipio de German se encuentra ubicado en las coordenadas 39°56′49″N 99°0′48″O / 39.94694, -99.01333. Según la Oficina del Censo de los Estados Unidos, el municipio tiene una superficie total de 92.21 km², de la cual 91,77 km² corresponden a tierra firme y (0,47 %) 0,44 km² es agua.

## Demografía
Según el censo de 2010, había 30 personas residiendo en el municipio de German. La densidad de población era de 0,33 hab./km². De los 30 habitantes, el municipio de German estaba compuesto por el 93,33 % blancos, el 3,33 % eran asiáticos y el 3,33 % eran de una mezcla de razas. Del total de la población el 0 % eran hispanos o latinos de cualquier raza.